# Tạt acid

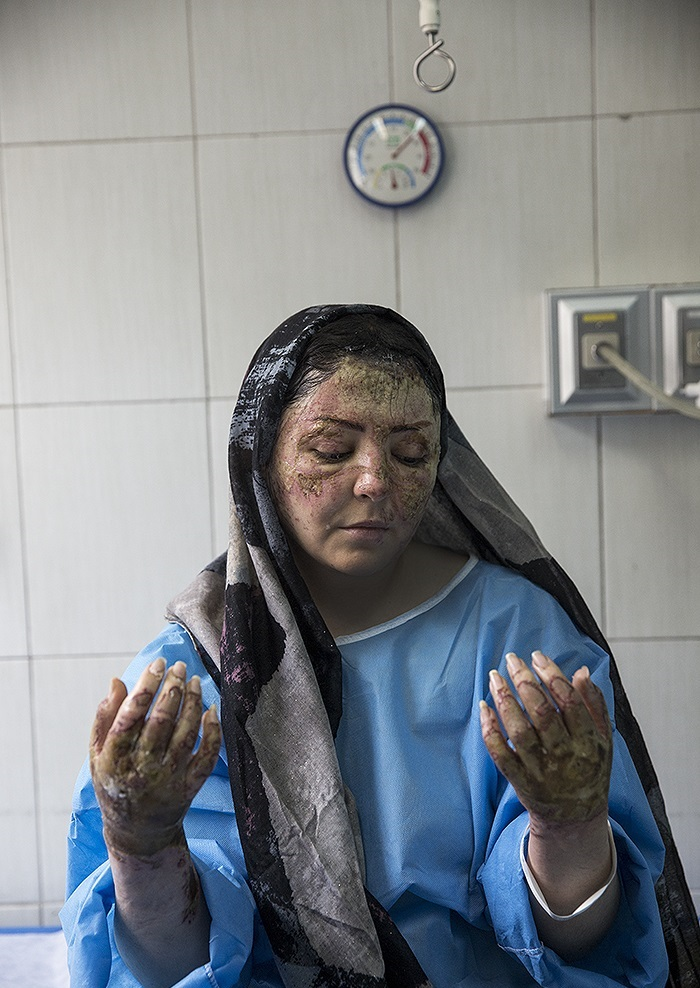
Một phụ nữ người Iran bị tạt acid đang được điều trị ở Tehran, hình vào tháng 4 năm 2018.

Tấn công bằng acid, còn được gọi là tạt acid, là một hình thức tấn công bạo lực  liên quan đến hành động ném acid hoặc chất ăn mòn tương tự lên cơ thể người khác "với ý định làm biến dạng, làm què quặt, tra tấn hoặc giết chết". Thủ phạm của các cuộc tấn công này ném chất lỏng ăn mòn vào nạn nhân của họ, thường là vào mặt họ, đốt cháy mặt và làm tổn thương mô da, thường lộ ra và đôi khi làm tan nát cả xương. Các cuộc tấn công acid thường có thể dẫn đến mù vĩnh viễn.
Các loại acid phổ biến nhất được sử dụng trong các cuộc tấn công này là acid sulfuric và acid nitric. Acid chlorhydric đôi khi được sử dụng, nhưng ít gây hại hơn. Các dung dịch nước của các vật liệu kiềm mạnh, chẳng hạn như xút (natri hydroxide), cũng được sử dụng, đặc biệt là trong các khu vực nơi acid mạnh là các chất bị kiểm soát.
Hậu quả lâu dài của các cuộc tấn công này có thể bao gồm mù lòa, cũng như bỏng mắt, với sẹo vĩnh viễn nghiêm trọng trên mặt và cơ thể, cùng với những khó khăn về xã hội, tâm lý và kinh tế.
Ngày nay, các cuộc tấn công acid được báo cáo ở nhiều nơi trên thế giới, mặc dù phổ biến hơn ở các nước đang phát triển. Kể từ những năm 1990, Bangladesh đã báo cáo số vụ tấn công và tỷ lệ mắc bệnh cao nhất đối với phụ nữ, với 3.512 người Bangladesh bị tấn công từ năm 1999 đến 2013, và ở Ấn Độ, các cuộc tấn công bằng acid ở Ấn Độ là cao nhất theo thời gian và tăng đều hàng năm.
Mặc dù các cuộc tấn công bằng acid xảy ra trên toàn thế giới, loại bạo lực này phổ biến nhất ở Nam Á. Vương quốc Anh có một trong những tỷ lệ tấn công acid trên đầu người cao nhất thế giới, theo Acid Survivors Trust International (ASTI). Trong năm 2016, đã có hơn 601 vụ tấn công bằng acid ở Anh dựa trên số liệu ASTI và 67% nạn nhân là nam giới, nhưng thống kê từ ASTI cho thấy 80% nạn nhân trên toàn thế giới là phụ nữ. Hơn 1.200 trường hợp đã được ghi nhận trong năm năm qua. Từ năm 2011 đến năm 2016 đã có 1.464 tội phạm liên quan đến acid hoặc chất ăn mòn chỉ riêng ở Luân Đôn.